# Ола Нордманн

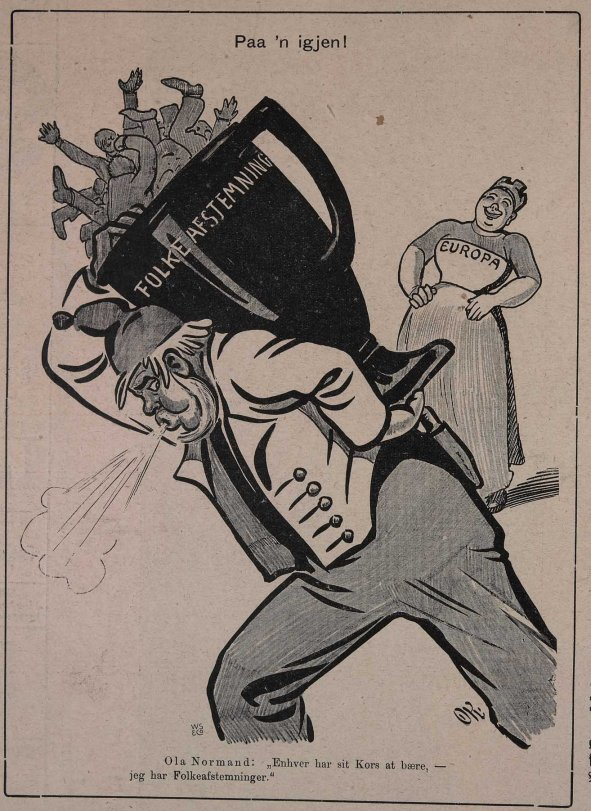
Ола Нордманн несёт бремя сразу двух референдумов, проходивших в 1905 году, в то время как в отдалении Европа смеётся над ним. Карикатура Олафа Крона, 1905 год

Ола Нордманн (Ola Nordmann, произн. Ула Нурманн) — национальная персонификация Норвегии.
В средствах массовой информации часто используется для описания трендов, присущих норвежскому обществу. Например, заголовок в газете «Норвежцы стали потреблять меньше молока» также может выглядеть как «Ола Нордманн стал пить меньше молока».
В карикатурах Ола Нордманн, как национальная персонификация Норвегии, обычно изображается как блондин, одетый в традиционный норвежский костюм бунад и с шерстяным красным колпаком на голове — это традиционный головной убор норвежских гномов или ниссе. Такой головой убор также обычно носили норвежские фермеры, преимущественно в старой норвежской фермерской культуре. В период национального романтизма фермер часто отождествлялся с норвежским народом вообще, что и стало предпосылкой для такого представления.
Также имя Ола Нордманн используется как имя «по умолчанию» в образцах заполнения анкет, форм и т. п. (аналогично русскому Иванов Иван Иванович).

## Этимология
Ола — распространённое мужское имя в Норвегии, производное от Олаф (Олав).
Нордманн — этнохороним норвежцев.

## Кари Нордманн
Женский эквивалент Ола Нордманна — Кари Нордманн (Kari Nordmann). Вместе Кари и Ола Нордманн часто используются для описания традиционной норвежской семьи.